# チャック・ヴィンセント
チャック・ヴィンセント Chuck Vincent（本名Charles V. Dingley、ミシガン州出身、1940年9月6日 - 1991年9月23日）は、アメリカ合衆国の映画監督。自ら製作・脚本・撮影まで手掛ける場合もあった。1970年代前半から1980年代前半にかけての、いわゆる「ポルノの黄金時代」にハードコアポルノ映画の監督として名を馳せ、1980年代半ば頃より主に独立系の一般向けエロティックコメディ・スリラー映画の監督へと転身した。

## 人物
ポルノ映画監督時代のヴィンセントのお気に入りの女優はサマンサ・フォックス、ケリー・ニコルズ、ヴェロニカ・ハートであった。XRCO殿堂入り映画『スワッピング/人妻 (Jack & Jill)』では監督としての卓越した技術でサマンサ・フォックスの熱のこもった艶技を引き出し、『This Lady Is A Tramp』では彼女のコミカルな面を引き出し、優れたストーリーテラーの側面を示した。サマンサ・フォックスは前者でAFAA、後者ではAFAAとCAFA(Critics' Adult Film Awards, from the East Coast critics) の最優秀主演女優賞を獲得している。
複数の監督賞を受賞し、殿堂入りも果たした『ROOM MATES/ブルーコア (Roommates)』にはフォックス、ニコルズ、ハートの女優陣が全員出演している。心理劇としても優れており、ドラマ性と濃密なハードコアシーンを両立させようと試みた意欲作であった。ヴェロニカ・ハートは本作で1982年度AFAAとCAFAの最優秀主演女優賞を獲得、ジェイミー・ギリスも最優秀助演男優賞を獲得している。しかしポルノ映画監督・批評家でXRCO創設者でもあるジム・ホリデーのように、ニコルズとジェリー・バトラーが主演した『歓痛する女 (In Love)』の方が、セックス映画として『ROOM MATES/ブルーコア』より優れていると主張する人物もいる。ニコルズはこの作品で1983年度AFAA最優秀主演女優賞を勝ち取った。
ポルノ映画がビデオの時代へと移行すると、1987年にヴィンセントはもうポルノ映画は撮らないと宣言し、R指定のエクスプロイテーション映画やホラー映画の監督へと転身した。転身後もサマンサ・フォックスやヴェロニカ・ハートなどのお気に入りポルノ女優をしばしば起用した。ヴェロニカ・ハートは何作かで本名のジェーン・ハミルトンでもクレジットされている。
ヴィンセントは1991年9月23日にフロリダ州キーウェストでエイズにより死去した。51歳であった。

## 監督作品の一部

### ハードコア
- 1973年：『狂淫夜行獣 (Grace's Place)』
- 1975年：『ポルノ殺人事件/淫女スカーレット (Farewell Scarlet)』
- 1978年：『セックス・トリップ/恍惚 (Dirty Lily)』
- 1979年：『スワッピング/人妻 (Jack & Jill)』†
- 1980年：『This Lady Is a Tramp』
- 1980年：『下着をつけない女/リップス (Bon appétit )』
- 1981年：『ROOM MATES/ブルーコア (Roommates)』(AFAA1982年度最優秀作品賞受賞[1])†
- 1981年：『ダーティー・ワイフ/放蕩 (Games Women Play)』
- 1982年：『ハーレム・アーミー/締め女 (Puss 'n Boots)』
- 1983年：『歓痛する女 (In Love)』
- 1984年：『盗撮スナイパー/裏窓 (Voyeur)』
- 1985年：『ハイウェイ・エロス/ルート69 (Sex Drive)』
- 1985年：『イーストコーストポルノ/欲情するまま (Sex Crimes 2084)』

†はXRCO殿堂入り映画。

### 一般映画
- 1986年：『セクシー・ナース・イン・ラブ (Young Nurses in Love)』
- 1986年：『ボディフラッシュ (If Looks Could Kill)』
- 1987年：『600万ドルの恋 (Sensations)』
- 1987年：『クイーン・ウォリアーズ (Warrior Queen)』
- 1987年：『スターダスト・パラダイス/過激な舞台裏お見せします (Student Affairs)』
- 1987年：『女囚物語3・獄囚のメロディ (Slammer Girls)』
- 1987年：『ジョイス 密室の狂気 (Deranged)』
- 1988年：『クリフ＆エレイン危機一髪 (Thrilled to Death)』
- 1988年：『セックス・ポット/男狩りの女 (Sexpot)』
- 1989年：『パーティ・ガール (Party Girls)』
- 1989年：『クレオ・レオ (Cleo/Leo)』
- 1989年：『ヘルマザー/鮮血の愛 (Bad Blood)』
- 1990年：『ベッドルーム・アイズ (Bedroom Eyes II)』

## 受賞
- 1982年：AFAA 最優秀監督賞 『ROOM MATES/ブルーコア (Roommates)』[1]
- 1982年：CAFA 最優秀監督賞 『ROOM MATES/ブルーコア (Roommates)』[1]
- 1984年：AVN 最優秀脚本賞（映画） 『ハーレム・アーミー/締め女 (Puss 'n Boots)』[5]
- XRCO殿堂[4]